# 中华人民共和国献血法
《中华人民共和国献血法》是一部中华人民共和国法律，该法律于1997年12月29日在第九届全国人民代表大会常务委员会通过，并于1998年10月1日起施行。

## 立法缘由
《中华人民共和国献血法》的第一条是“为保证医疗临床用血需要和安全，保障献血者和用血者身体健康，发扬人道主义精神，促进社会主义物质文明和精神文明建设，制定本法。”

## 实施
《中华人民共和国献血法》的最后一条是“本法自1998年10月1日起施行。”